# Bögöte
Bögöte je vas na Madžarskem, ki upravno spada pod podregijo Sárvári Železne županije.